# Drukkerij

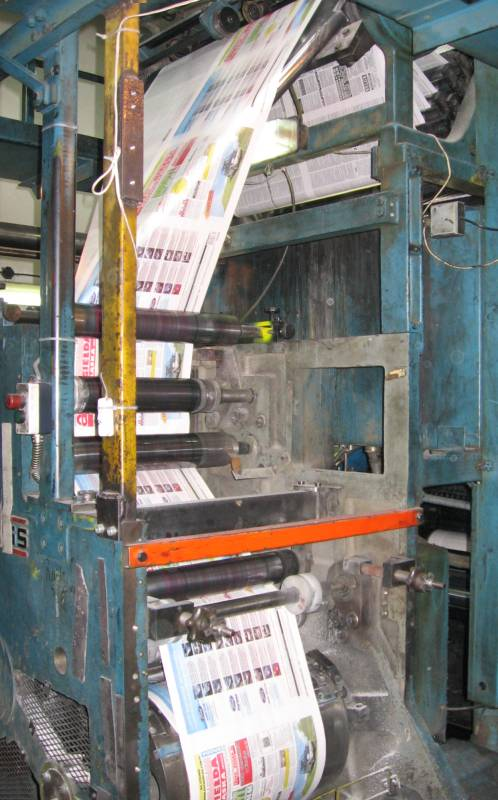
Offsetdruk in een drukkerij

Een drukkerij is een werkplaats voor typografische werkzaamheden, met name het drukken met behulp van een drukpers. In een drukkerij kunnen een of meer drukpersen zijn opgesteld, van een minipersje voor etiketten of visitekaartjes tot een tientallen meters lange meerkleuren-pers.

## Geschiedenis
Boeken werden aanvankelijk met de hand geschreven en geïllustreerd, wat een kostbaar en tijdrovend werk was. Een vroege druktechniek was de blokdruk. Hierbij werden pagina's illustratie en tekst gesneden in een houtblok en als zodanig meermaals afgedrukt. Deze in de 8e eeuw in Korea en China ontwikkelde techniek kwam in de 1e helft van de 15e eeuw ook in West-Europa in zwang. Een grote verbetering was het drukken met losse letters, deze werden dan tot een pagina samengevoegd. Deze techniek, de boekdrukkunst, werd sinds de 11e eeuw ontwikkeld in China, en sterk verbeterd door Johannes Gutenberg (1455). Een speciaal hiervoor ontwikkelde legering werd gebruikt om in een lettergieterij, met behulp van een matrijs, grote hoeveelheden losse letters te produceren die in letterkasten werden ondergebracht en van daar uit door de handzetter via een zethaak samengevoegd werden tot regels en dan, met behulp van een galei tot pagina's. Dit betrof hoogdruktechniek. Het drukken geschiedde met een drukpers. In eerste instantie was dat een degelpers welke met de hand werd bediend.
Losse illustraties konden vermenigvuldigd worden via een gravure of een ets, gebruik makend van diepdruktechniek. Ook deze technieken werden verbeterd in de 17e en 18e eeuw.
In 1796 werd de lithografie (steendruk) uitgevonden. Dit betrof een vlakdruktechniek welke een voorloper van de offsetdruk zou worden. Steendrukkerijen, voor illustraties en muziekschrift, vonden in het eerste kwart van de 19e eeuw hun ingang. De hoogdruktechniek werd in de loop van de 19e eeuw verder ontwikkeld, wat begon met de cilinderpers. Deze werd uitgevonden in 1811 en het principe is dat het te bedrukken papier op een cilinder is bevestigd terwijl de drukvorm onder de cilinder door beweegt. Op deze wijze werd de druksnelheid sterk verhoogd en werden de handelingen (beïnkten en drukken) gemechaniseerd. Het was echter een discontinu proces. De rotatiepers maakte een continu drukproces mogelijk. Deze werd ontwikkeld vanaf de jaren '60 van de 19e eeuw, met name in Engeland en de Verenigde Staten. Hierbij gebruikte men twee cilinders. Op één daarvan liep het papier en op de andere de drukvorm. Met behulp hiervan werden onder meer kranten gedrukt, maar ook zaken als behangselpapier en dergelijke.
De rotatiepers maakte de massaproductie mogelijk, maar het letterzetten was nog altijd een handmatig proces. Daarom werd gewerkt aan de ontwikkeling van zetmachines, zoals de koud-lood zetmachine die in 1869 bij The Times in gebruik werd genomen.
Naast de rotatiepers zorgde ook de linotype voor een belangrijke doorbraak. Bij deze in 1884 uitgevonden machine verviel het handzetten doordat het zetsel per regel automatisch werd gegoten. De tekst werd ingevoerd met behulp van een schrijfmachine. In 1887 kwamen ook monotype-machines op de markt, waarmee losse letters in het gewenste verband konden worden gegoten, wat correctie eenvoudiger maakte.
Ondertussen werd ook de steendruktechniek verder ontwikkeld en toepasbaar gemaakt voor de cilinderpers. Door van een steen over te gaan op een zinkplaat kon ook de rotatiepers voor dit procedé worden ingezet. Hieruit kwam de offsetdruk voort waartoe omstreeks 1910 de eerste offsetpersen op de markt kwamen.
Offsetdruk, waarmee ook een diversiteit aan hoogwaardig kleurendrukwerk kon worden vervaardigd, ontwikkelde zich tot de belangrijkste druktechniek in de 20e eeuw.
Technieken als foliedruk, zeefdruk en tampondruk hebben vooral ingang gevonden bij kunstenaars en dergelijken.

## Hectografie
Tot de druktechnieken behoort ook de hectografie, waarbij tekeningen of teksten op goedkope en eenvoudige wijze in beperkte oplagen konden worden gereproduceerd. Zo werd in 1842 het blauwdrukprocedé uitgevonden, waarmee voornamelijk technische tekeningen werden gereproduceerd. De door Gestetner vanaf 1881 geproduceerde stencilmachine maakte het mogelijk om -met een schrijfmachine op een moedervel aangebrachte- teksten in eventueel honderden exemplaren te vermenigvuldigen, wat ideaal was voor schoolkrantjes, vluchtige mededelingen en politieke pamfletten. Een grote verbetering vormde de fotokopieermachine. Het procedé van de elektrofotografie, later xerografie genoemd, maakte gebruik van elektrostatische processen en benodigde geen vloeibare chemicaliën (van daar: xeros = droog). Vanaf 1960 kwamen dergelijke apparaten op de markt, nadat met het principe al vanaf 1937 werd geëxperimenteerd.
Ook printers kwamen op de markt. Deze waren het logisch vervolg op de ontwikkeling van de (elektrische) schrijfmachine. Na typewielprinters en matrixprinters (vanaf de jaren '60 van de 20e eeuw) volgden inkjetprinters en -uiteindelijk- laserprinters, de laatste vooral vanaf 1984. In 1957 werd de eerste scanner gedemonstreerd die met behulp van een digitale computer werkte. Decennia later kwamen digitale scanners op de markt, vaak geïntegreerd in printers. De eerste tekstverwerkers, nog verbonden aan speciale hardware, ontstonden in 1964 en tekstverwerking kwam al omstreeks 1978 voor een breder publiek ter beschikking, met behulp van een standaardcomputer. De kwaliteit ervan was vergelijkbaar met professioneel drukkerijzetwerk. In 1985 kwam ook desktoppublishing ter beschikking voor particuliere computerbezitters.